# Раціональне невігластво
Раціональне невігластво — це навмисне утримування від надбання знань у тому разі, якщо вартість отримання цих знань перевищує потенційну користь, яку вони забезпечать.
Неспроможність прийняти якесь рішення через неволодіння певною інформацією є раціональним, якщо вартість придбання необхідних для прийняття обґрунтованого рішення знань перевищує потенційну користь, яку може принести це рішення, отож було б нерозумно витрачати час, займаючись цим. Це впливає на якість рішень, що приймаються великою кількістю людей, в таких ситуаціях, як вибори, де вага будь-якого одного голосу дуже мала.
Термін найчастіше зустрічається в економіці, зокрема, теорії суспільного вибору, але також використовуються і в інших галузях, які вивчають раціональність і вибір, у тому числі в філософії і теорії ігор.
Вперше цей термін був застосований Ентоні Даунсом в його Економічній теорії демократії.

## Приклад
Розглянемо роботодавця, що намагається зробити вибір між двома кандидатами, які пропонують виконати його завдання за ціною $10 за кожну витрачену годину. Час, необхідний для виконання цього завдання, може бути довший або коротший залежно від майстерності людини, що його виконує, тому в інтересах роботодавця визначити найшвидшого виконавця. Припустимо, що вартість другого дня інтерв'ювання кандидатів становить $100. Якщо під час попередніх інтерв'ю роботодавець з'ясував, що обидва кандидати упораються із завданням десь за 195—205 годин, в інтересах роботодавця буде не витрачати $100 на визначення кращого кандидата, а застосувати якусь легшу метрику (наприклад, підкидання монети) та потенційно заощадити до $100.
У багатьох випадках рішення може бути прийнято на основі евристики; простої моделі, що може не бути абсолютно точною. Наприклад, при прийнятті рішення, який бренд готової їжі є найбільш поживним, покупець може просто вибрати бренд із (наприклад) найменшою кількістю цукру, а не досліджувати всі позитивні і негативні чинники в харчуванні.

## Використання

### У маркетингу
Маркетологи можуть скористатися раціональним невіглаством, збільшуючи складність рішення. Якщо різниця в ціні між якісним і неякісним продуктом менше, ніж витрати на виконання досліджень, необхідних для виявлення відмінностей між ними, то для споживача раціональніше буде просто взяти більш зручний і доступний із них. Таким чином в інтересах виробника менш якісного продукту створити якомога більше варіантів свого товару, що призведе до збільшення числа покупців, які вирішили, що потрібно занадто багато клопоту для прийняття обґрунтованого рішення.

### У політиці
Політика та особливо вибори показують таку ж динаміку. Збільшуючи число питань, які людина повинна розглянути, щоб прийняти обґрунтоване рішення щодо кандидатів або законопроєктів, політики і експерти заохочують голосування на основі якогось одного пункту програми кандидата, ура-патріотизм, продаж голосів або вибір навмання, що йде на користь політиків, які насправді не представляють електорат.
Ще одне, більш мудроване застосування в політиці полягає у використанні самоідентифікації з політичною партією, приблизно як це відбувається в разі самоідентифікації з улюбленим кінокритиком. Досить відповідальний виборець формулює свою думку на основі суджень, які формулює щодо деякої кількості питань, розібратися в яких знаходить час і бажання. Потім — знаходить політика або політичну партію, які висловлюють з цих питань приблизно ті судження, які висловлює він сам. Подібним чином кіноглядач прислухаються до думки тих кінокритиків, яким сподобалися ті ж фільми, що і йому самому. Таким чином, люди звалюють важкий тягар формування власної думки на партію, політика або кінокритика, що дозволяє їм самим займатися своєю роботою, ростити дітей або просто лежати на пляжі.

## Критика
Велика частина емпіричних досліджень, що послужили основою теорії раціонального невігластва, були пророблені в рамках дослідження виборчої апатії, яка приводила до найбільш помітних наслідків в 1950-х роках в США. Однак апатія швидко зникла в 1960-і роки як реакція на такі важливі події, як війна у В'єтнамі і посилення політичної поляризації. Звідси був зроблений висновок, що інтерес виборця до інформації зростає в залежності від важливості політичного вибору.

## Додаткові посилання
- «Would Rational Voters Acquire Costly Information?» by Cesar Martinelli, Journal of Economic Theory, Vol. 129, Issue 1, July 2006, pp. 225–251  (необхідна підписка)
- «Rational Ignorance and Voting Behavior» by Cesar Martinelli, International Journal of Game Theory. Vol. 35, Issue 3, February 2007, pp. 315–335  (необхідна підписка)